# 下谷地遺跡
下谷地遺跡 （しもやちいせき）は、新潟県柏崎市吉井にある弥生時代中期の低湿地遺跡。1979年（昭和54年）6月4日、国の史跡に指定された。

## 概要・位置
柏崎平野の北方、西山丘陵と曽地丘陵の間の標高5メートルほどの微高地に位置する、弥生時代中期の遺跡である。1977年（昭和52年）度から翌年度にかけての発掘調査で全容が明らかになり、住居と見られる平地建物跡、掘立柱建物跡、土坑、方形周溝墓などが確認されている。弥生時代の掘立柱建物跡が1つの遺跡から多数見つかるのは他にあまり例がなく、方形周溝墓も新潟県内では初めて確認されたもので、新潟県における弥生時代の概念を一新させる重要性をもつ遺跡である。

## 調査の経緯
1955年（昭和30年）頃、耕地整理事業にともない、当地から弥生土器、土師器、須恵器などが地元住民によって発掘されていたが、遺跡の存在は一般には知られていなかった。1971年（昭和46年）、北陸自動車道の建設工事に際し、新潟県教育委員会は地元の研究者に依頼して建設予定地付近の埋蔵文化財のリストを提出させたが、この時点では下谷地遺跡はリストにさえ載っていなかった。前述のとおり、1977年（昭和47年）度から翌年度にかけて発掘調査が実施されたが、現地は低湿地で湧水があり、調査は困難をきわめた。

## 遺構
上述の調査で、住居と見られる平地建物跡6棟、掘立柱建物跡12棟、土坑160基余、方形周溝墓4基（他に可能性あるもの2基）が検出され、多くの石器、石製品、土器が出土した。

### 建物跡
平地建物跡とされる遺構は6棟あるが、発掘調査進行中の時点では、これらの遺構を墳墓とみなす見解もあった。1号から4号までの建物跡は、規模の違いはあるが、おおむね以下のような構成になる。すなわち、中央に土坑があり、これを囲んでピット群が平面円形に配置され、その外側には周溝がめぐる。3号建物では中央の土坑から炭が検出されており、この土坑は炉であるとみられる。その周囲のピットは、一部に柱根が残存することから、柱穴であることがわかる。その周囲の溝については、ところどころに切れ目があり、周溝というよりは土坑を連続させたもののようにみえる。4棟のうち規模の小さい4号建物は、ピット群が作る円の径が約5メートル、周溝の内径が11から12メートル。規模の大きい1号土坑は、ピット群の径が約7メートル、周溝の内径が14メートルとなっている。
5号建物とされる遺構は、周溝はあるが、中央の土坑とピット群がなく、建物ではなく墳墓の可能性もある。6号建物は、中央の土坑と円形配置のピットはあるが、周溝がない。遺跡所在地が低湿地であることと、そのなかでも比較的高い位置にある6号建物のみ周溝を欠くことから、周溝は湿気抜き・排水のための施設とみられる。

### 掘立柱建物
掘立柱建物跡は12棟確認されている。柱穴から弥生土器が出土すること、古墳時代以降の遺物がほとんど出土しないことなどから、これら建物跡は弥生時代のものと判断される。弥生時代の掘立柱建物遺跡は例が少なく、1つの遺跡から12棟も確認されるのは異例である。建物の構造や性格は不明であるが、当地が低湿地であることから、高床建物があったと推測される。各遺構の方位や規模はまちまちであり、すべての建物が同時に存在したものではない。

### 土坑
土坑は160基余が検出されている。うち、梯子の出土したものが3例ある。50号土坑では土坑内に立てかける形で梯子が出土しており、この土坑は貯蔵穴であったとみられる。

### 方形周溝墓
方形周溝墓とみられる遺構は4基ある。形態的には四隅に陸橋を設ける点が特色である。4基のうち、主体部（埋葬施設）が確認されたのは3号・4号墓のみで、4号墓には木棺を直葬した痕跡がある。いずれも規模が小さく、方形周溝墓としては最小レベルのものである。

## 遺物

### 土器
土器は畿内系の櫛描文土器、信州系の栗林式土器、東北系の天王山式土器の3種類が出土している。ただし、全体の9割を櫛描文土器が占め、天王山式は1片が出土したのみである。

### 石器
石核、石鏃、石錐、石包丁などのほか、玉造りの道具である擦切具、楔形石器が出土している。擦切具は、従来「石鋸」と呼ばれていたもので、原石に擦切溝を切るために用いられる。楔形石器は石を打ち割るためのものである。

### 玉造り遺物
管玉の完成品のほか、その作業工程を示す資料（石核、板状剥片、角柱状剥片、多角柱など）が出土している。管玉の製作工程は以下のようになっている。
- 原石から石核を得る。
- 石核から板状剥片を剥離する。
- 板状剥片から角柱状剥片を剥離する。
- 角柱状剥片を調整して正四角柱とする。
- 正四角柱を研磨して多角柱とする。
- 多角柱に穿孔する。
- 表面の磨き上げ。